# Wissem Ben Yahia
Wissem Ben Yahia (ar. وسام بن يحيى, ur. 9 września 1984 w Paryżu) – tunezyjski piłkarz grający na pozycji defensywnego pomocnika. Od 2015 roku jest zawodnikiem klubu Club Africain Tunis. Posiada także obywatelstwo francuskie.

## Kariera klubowa
Karierę piłkarską Ben Yahia rozpoczął w klubie Club Africain Tunis. W 2003 roku awansował do kadry pierwszego zespołu. W sezonie 2003/2004 zadebiutował w jego barwach w pierwszej lidze tunezyjskiej. W 2007 roku osiągnął z Club Africain swój pierwszy sukces w karierze, gdy został z nim wicemistrzem kraju. Z kolei w sezonie 2007/2008 wywalczył z klubem z Tunisu tytuł mistrza Tunezji. W 2009 roku ponownie został wicemistrzem Tunezji. W Club Africain grał do końca sezonu 2010/2011.
Latem 2011 Ben Yahia przeszedł do beniaminka tureckiej Süper Lig, Mersin İdman Yurdu. W sezonie 2014/2015 grał w Gaziantep BB. Latem 2015 wrócił do Club Africain.
| Sezon   | Klub                | Kraj    | Rozgrywki | Mecze | Bramki |
| ------- | ------------------- | ------- | --------- | ----- | ------ |
| 2003/04 | Club Africain Tunis | Tunezja | CLP-1     | ?     | ?      |
| 2004/05 | Club Africain Tunis | Tunezja | CLP-1     | ?     | ?      |
| 2005/06 | Club Africain Tunis | Tunezja | CLP-1     | 24    | 2      |
| 2006/07 | Club Africain Tunis | Tunezja | CLP-1     | ?     | ?      |
| 2007/08 | Club Africain Tunis | Tunezja | CLP-1     | 23    | 11     |
| 2008/09 | Club Africain Tunis | Tunezja | CLP-1     | 13    | 9      |
| 2009/10 | Club Africain Tunis | Tunezja | CLP-1     | 18    | 1      |
| 2010/11 | Club Africain Tunis | Tunezja | CLP-1     | 20    | 3      |
| 2011/12 | Mersin İdman Yurdu  | Turcja  | Süper Lig | 25    | 2      |
| 2012/13 | Mersin İdman Yurdu  | Turcja  | Süper Lig | 28    | 3      |
| 2013/14 | Mersin İdman Yurdu  | Turcja  | 1. Lig    | 24    | 3      |
| 2014/15 | Gaziantep BB        | Turcja  | 1. Lig    | 31    | 1      |
| 2015/16 | Club Africain Tunis | Tunezja | CLP-1     |       |        |

## Kariera reprezentacyjna
W reprezentacji Tunezji Ben Yahia zadebiutował w 2006 roku. W swojej karierze grał m.in. w eliminacjach do MŚ 2010. Wcześniej, w 2004 roku, zagrał z kadrą olimpijską na Igrzyskach Olimpijskich w Atenach.